# NetworkX
NetworkX es una biblioteca de Python para el estudio de grafos y análisis de redes. NetworkX es un software libre publicado bajo la licencia BSD-new.

## Características
- Clases para grafos y dígrafos.
- Conversión de grafos a y desde varios formatos.
- Capacidad de construir grafos al azar o construirlos de forma incremental.
- Capacidad de encontrar subgrafos, cliques y k-núcleos.
- Explora adyacencia, grado, diámetro, radio, centro, betweenness, etc.
- Redes de sorteo en 2D y 3D.

## Conveniencia
NetworkX es adecuado para operar grandes grafos del mundo real: por ejemplo, grafos de más de 10 millones de  nodos y 100 millones de aristas. Debido a su dependencia en una estructura de datos de un "diccionario de diccionario" de Python puro, NetworkX es un marco razonablemente eficiente, muy escalable, muy portátil para el análisis de redes sociales y de redes.

## Integración
NetworkX está integrado a SageMath.